# Alice et les Diamants
Alice et les diamants (titre original : The Mystery at Lilac Inn, littéralement : Mystère à l'Auberge des Lilas) est le quatrième roman de la série américaine Alice (Nancy Drew en VO) écrit par Caroline Quine, nom de plume collectif de plusieurs auteurs. L'auteur de ce roman est Mildred Wirt Benson. 
Aux États-Unis, le roman a été publié pour la première fois en 1930 par Grosset & Dunlap, New York. En France, il est paru pour la première fois en 1963 chez Hachette Jeunesse dans la collection « Bibliothèque verte » sous le no 224.
Dans ce roman, une amie d'Alice, Emily Crandall, orpheline sous tutelle, vient d'atteindre sa majorité et peut enfin hériter des précieux bijoux de sa famille ; sa tante va retirer pour elle les joyaux de la banque, mais au cours du déjeuner dans un restaurant, le sac à main renfermant les bijoux, est volé.

## Résumé
Remarque : le résumé est basé sur l'édition non abrégée parue en 1963 en langue française.
En promenade dans son cabriolet bleu, Alice Roy, la jeune détective américaine, fait une halte à l'Auberge des Lilas pour se restaurer. Elle y rencontre une de ses anciennes amies d'école, Emily Crandall, une orpheline sous tutelle qui va atteindre sous peu sa majorité.
James Roy, père d'Alice et avoué de son état, annonce à sa fille le prochain départ de Sarah, leur gouvernante, qui doit rejoindre au plus vite sa sœur très malade. Il charge Alice de trouver une remplaçante pour le week-end car il a invité à dîner un ami, le juge Polson. Après maints entretiens avec divers postulantes, Alice n'arrive pas à trouver la "perle" pour remplacer Sarah. Elle reçoit, entre autres, la postulante Mary Mazo dont le comportement est très singulier.
Emily Crandall atteint enfin sa majorité et devient l'héritière d'un petite fortune sous forme de diamants. Sa tante et tutrice, Mme Faustine, croyant bien faire, se rend à la banque accompagnée de son amie Mme Voltir, et prend les diamants en les emportant dans son sac à main afin de pouvoir les remettre plus tard à Emily en personne. En chemin, les deux femmes s'arrêtent pour déjeuner à l'Auberge des Lilas. Elles sont alors témoins, avec tous les convives du restaurant, d'un accident de voiture devant l'auberge. Les deux femmes laissent sur la table le sac à main contenant les diamants. De retour à leur table, le sac a disparu. 
Atterrée par le vol de sa fortune, Emily Crandall sollicite l'aide de son amie Alice qui va mettre tout en œuvre pour retrouver les diamants volés. Des personnes seront suspectées, d'autres accusées à tort. Se fiant à son bon sens, Alice finira par se mettre sur la piste du véritable voleur quand Mary Mazo croisera à nouveau sa route.

## Personnages

### Personnages récurrents
- Alice Roy : dix-huit ans, détective amateur, orpheline de mère, fille de James Roy.
- James Roy : avoué[3] de renom, père d'Alice Roy, veuf.
- Sarah : la vieille bonne des Roy, qui a élevé Alice à la mort de sa mère.

### Personnages spécifiques à ce roman
- Emily Crandall : orpheline confiée à la tutelle Mme Julia Faustine, une jeune veuve qu'elle considère comme sa tante.
- Mme Julia Faustine (Hazel Willoughby en VO) : jeune veuve et tutrice d'Emily.
- Mme Voltir : une amie de Mme Faustine.
- Mary Mazo (Mary Mason en VO) : une jeune fille qui se présente chez les Roy pour postuler pour l'emploi de gouvernante intérimaire (Sarah devant s'absenter un certain temps).
- Tom (Bud en VO) : le frère de Mary Mazo.
- Jim Flipp : un malfaiteur.
- Hélène Talbot : une grande amie d'Alice.

## Les éditions françaises
Note : Toutes les éditions ont paru aux éditions Hachette Jeunesse.
- 1963 : Alice et les Diamants — coll. « Bibliothèque verte » no 224, cartonné, texte original. Illustré par Albert Chazelle. Traduit par Anne Joba. 254 p.  ;
- 1972 : Alice et les Diamants — coll. « Idéal-Bibliothèque » no 382, cartonné, texte abrégé. Illustré par Albert Chazelle. Traduit par Anne Joba. 20 chapitres. 186 p.  ;
- 1985 : Alice et les Diamants — coll. « Bibliothèque verte » (série "striée")[4], cartonné, texte abrégé. Illustré par Philippe Daure. Traduit par Anne Joba. 254 p.  ;
- 1989 : Alice et les Diamants — coll. « Bibliothèque verte », format poche souple, texte abrégé. Illustré par Philippe Daure. Traduit par Anne Joba. 160 p.  ;
- 1992 : Alice et les Diamants — coll. « Bibliothèque verte », format poche souple, texte abrégé. Illustré par Philippe Daure ;
- 2000 : Alice et les Diamants — coll. « Bibliothèque verte », format poche mi-souple[5], texte abrégé. Illustré par Philippe Daure. Traduit par Anne Joba. 153 p.  ;
- 2006 : Alice et les Diamants — coll. « Bibliothèque verte », format poche mi-souple, texte abrégé et remanié[6]. Illustré par Marguerite Sauvage. Traduit par Anne Joba. 20 chapitres. 156 p.  ;
- 2016 : Alice et les Diamants — coll. « Bibliothèque rose », format poche mi-souple, texte abrégé et remanié[6]. Illustré par Cécilie Roubio.

## Adaptations

### Télévision
- 2019 - présent : Dans la série télévisée Nancy Drew, l'auberge que Tiffany Hudson rénovait se nomme The Lilac Inn, comme dans le roman[7].

### Jeu vidéo
Une partie de l'intrigue du roman a été utilisée dans le jeu vidéo Les Enquêtes de Nancy Drew : Le Mystère de l'horloge, développé par Her Interactive.